# Zelo Surrigone
Zelo Surrigone là một đô thị ở tỉnh Milano, vùng Lombardia của Ý, khoảng 15 km về phía tây nam của Milano. Tại thời điểm ngày 31 tháng 12 năm 2004, đô thị này có dân số 1.185 và diện tích là 4,4 km².
Zelo Surrigone giáp các đô thị: Vermezzo, Gudo Visconti, Morimondo.